# 尼斯河畔亞布洛內茨縣

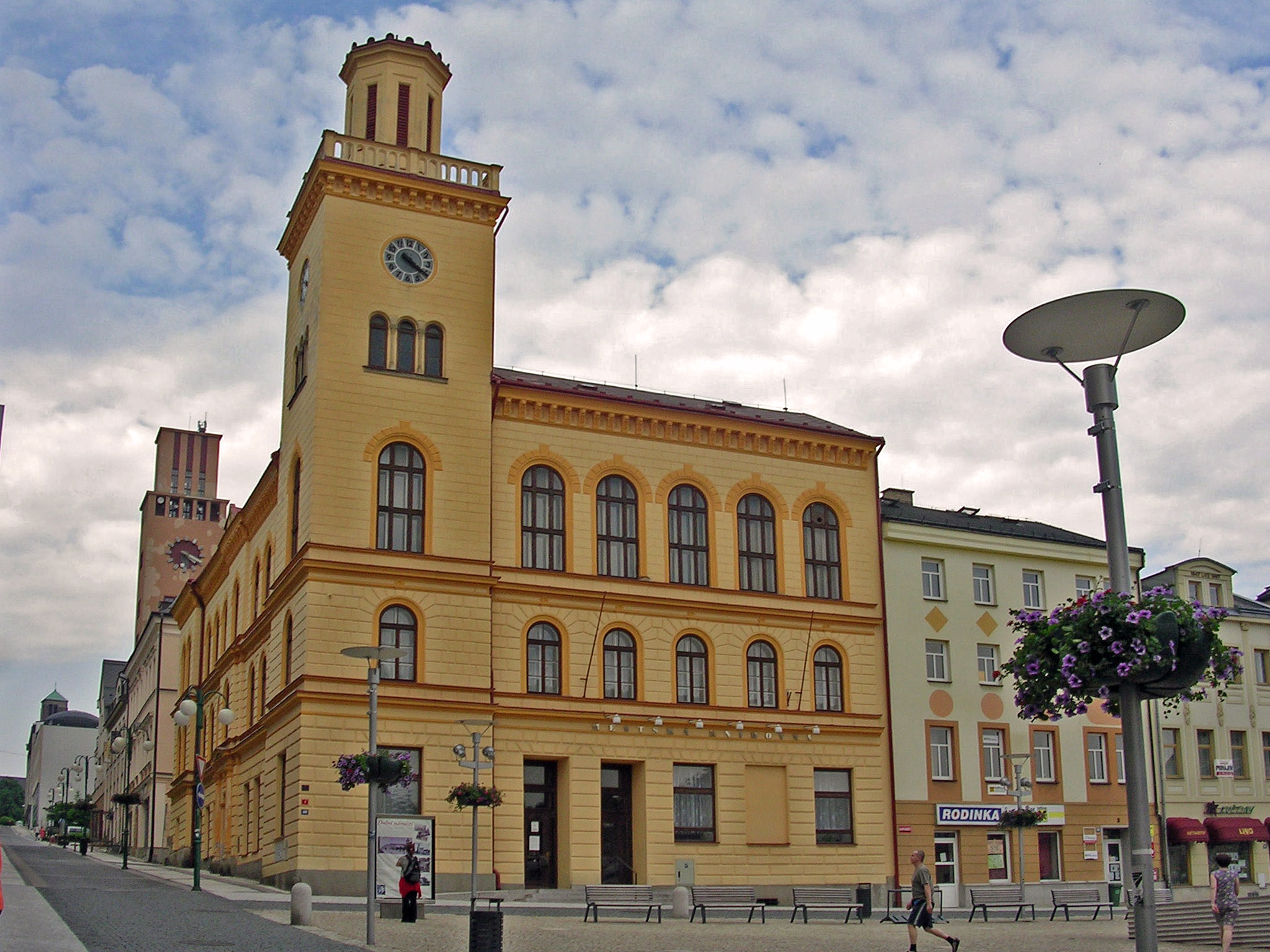

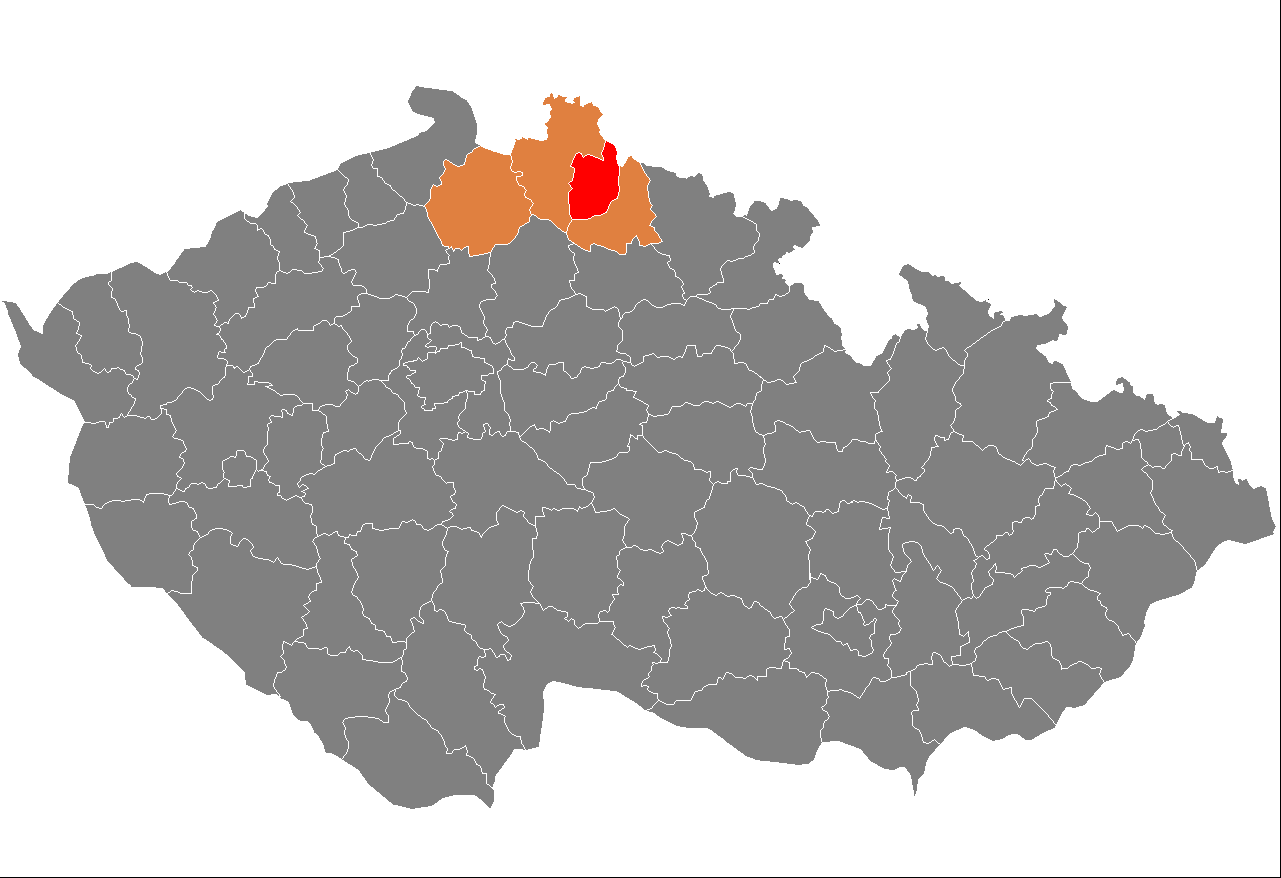

50°43′30″N 15°10′10″E / 50.72500°N 15.16944°E
尼斯河畔亞布洛內茨縣（捷克語：Okres Jablonec nad Nisou），是捷克的縣份，位於該國北部，由利貝雷茨州負責管轄，首府設於亞布洛內茨，面積402平方公里，2007年人口88,387，人口密度每平方公里220人。